# Gymn
Gymn var en tidskrift som gavs ut i Sverige mellan åren 1928 och 1932. Utgivare var pronazisten Carl-Ernfrid Carlberg som var ordförande i Gymniska förbundet.